# Papa Eleuteri
Eleuteri va néixer a Nicòpolis, Epir. Escollit papa el 175, va morir el 189.

## Biografia

### Orígens
El Liber Pontificalis diu que era de nacionalitat grega, originari de la població de Nicòpolis, a la regió de l'Epir, situada prop del golf d'Arta. En aquest text també s'afirma que era fill d'un home anomenat Habundi. Segons el testimoni d'Hegèsip de Jerusalem, escriptor contemporani a Eleuteri, diu que fou diaca durant el pontificat d'Anicet, un càrrec en el qual probablement es perpetuà fins a la mort del seu predecessor, Soter, vers el 174.
El seu nom significa home lliur i sembla indicar que va ser un esclau alliberat, va arribar a Roma acompanyant al Papa Anicet.

### Pontificat
Va ser triat Papa l'any 175, pel que és l'últim papa que apareix en la llista publicada per Sant Ireneu de l'any 180.
El seu pontificat s'ubica en el regnat de Marc Aureli i de Còmmode. Segons el Catàleg Liberià, va regnar durant quinze anys, sis mesos i cinc dies, entre el 171 i el 185. Segons Eusebi de Cesarea, fou triat el dissetè any de regnat de Marc Aureli, i això suposaria traslladar la mort d'Eleuteri l'any 192.
L'estat dels cristians durant el regnat de Marc Aureli va ser difícil en molts indrets de l'imperi romà, no era pas així, tanmateix, a Roma, on no hi hagué una gran violència. Giovanni Battista de Rossi situa a finals del regnat el martiri de santa Cecília, però és una data errònia. Després, durant el regnat de Còmmode (180-192) els cristians van gaudir d'una pau ininterrompuda, durant la qual l'únic martiri conegut és el de sant Apol·loni a Roma, entre el 180 i el 185.
Els montanistes, originaris de l'Àsia Menor, havien fet camí fins a Roma i la Gàl·lia, durant la segona meitat del segle ii, especialment durant el mandat d'Eleuteri. D'antuvi, la seva naturalesa fou difícil d'acceptar i això feu que es prengués definitivament una posició en contra del montanisme. El 177 es produeix una persecució violenta a Lió, els religiosos locals van escriure des de la presó sobre el nou moviment gestat a Àsia Menor i a Frígia i els seus seguidors; una missiva fou enviada a Eleuteri. Dita carta fou portada per un prevere de la ciutat i futur bisbe de Lió, Ireneu, nadiu d'Esmirna. Eusebi de Cesarea afirma que les cartes d'Eleuteri reflectien una oposició al moviment montanista, no obstant això defensava la tolerància i va advocar per la preservació de la unitat eclesiàstica. Durant el pontificat d'Eleuteri, Ireneu escriu una gran obra contra els gnòstics, l'Adversus haereses, on estudia totes les escoles heterodoxes.
Més tard, també per motius de la controvèrsia montanista, va vindre a Roma a reunir-se amb Eleuteri, el bisbe Abercius de Hieràpolis en Frígia. També en temps d'Eleuteri té lloc a Roma el cisma de Blasto a causa de la qüestió pasqual.
Va suprimir algunes costums hebrees sobre la puresa i la impuresa de les viandes a les quals els cristians donaven gran importància. El Liber Pontificalis també diu que va realitzar tres ordenacions de 12 sacerdots, 8 diaques i 15 bisbes. Va enviar Sant Damià a evangelitzar els bretons.

### Mort
Va morir el 189. Va ser enterrat, el 24 de maig segons el Liber, al Turó Vaticà, prop de la tomba de sant Pere.